# Jonathan Broxton
Jonathan Roy Broxton, född den 16 juni 1984 i Augusta i Georgia, är en amerikansk före detta professionell basebollspelare som spelade 13 säsonger i Major League Baseball (MLB) 2005–2017. Broxton var högerhänt pitcher.

## Karriär

### Major League Baseball

#### Los Angeles Dodgers

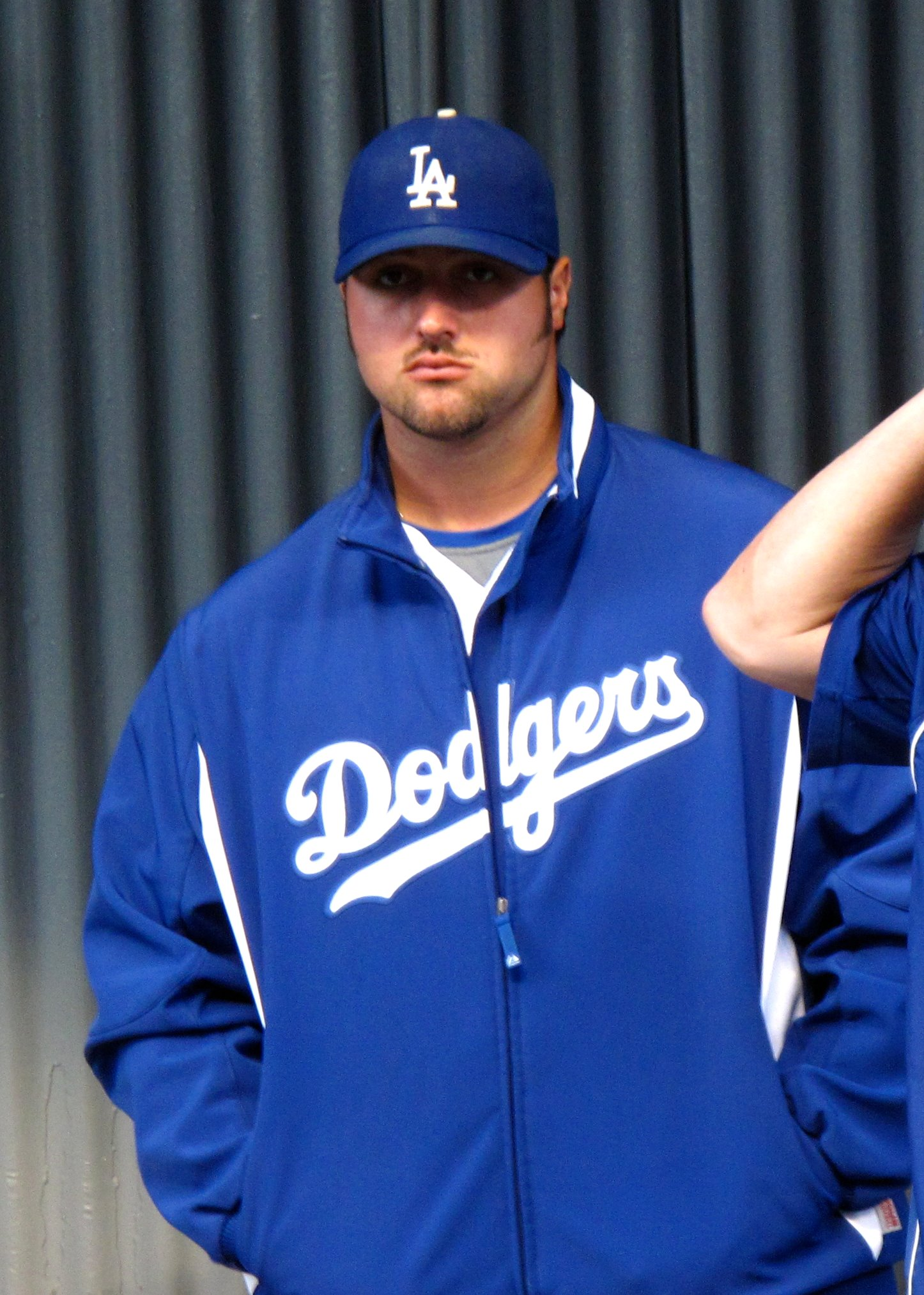
Broxton i Los Angeles Dodgers dräkt 2009.

Broxton draftades av Los Angeles Dodgers 2002 som 60:e spelare totalt och redan samma år gjorde han proffsdebut i Dodgers farmarklubbssystem. Han debuterade i MLB den 29 juli 2005.
2009 blev han Dodgers ordinarie closer, den pitcher som kommer in i slutet av jämna matcher där laget leder och som ska "stänga" matchen. Den säsongen hade han en earned run average (ERA) på 2,61 och 36 saves på 42 save opportunities och togs ut till sin första all star-match. Året efter var inte lika framgångsrikt då hans ERA ökade till 4,04 och han hade 22 saves på 29 save opportunities. Trots detta togs han ut till all star-matchen för andra året i rad. 2011 ökade hans ERA igen till 5,68 och han hade bara sju saves på åtta save opportunities. Han spelade dock bara 14 matcher på grund av skada. Efter säsongen blev han free agent.

#### Kansas City Royals
Inför 2012 års säsong skrev Broxton på för Kansas City Royals, men efter bara 35 matcher med en ERA på 2,27 och 23 saves på 27 save opportunities byttes han i juli bort till Cincinnati Reds.

#### Cincinnati Reds
Under resten av 2012 hade Broxton på 25 matcher en ERA på 2,82 och fyra saves på sex save opportunities för Reds. Året efter hade han för första gången sedan debutsäsongen i MLB inte en enda save. Hans ERA var 4,11 på 34 matcher. 2014 hittade han tillbaka till formen och hade en ERA så låg som 1,86 på 51 matcher och sju saves på 13 save opportunities när han i augusti byttes bort till Milwaukee Brewers.

#### Milwaukee Brewers
För Brewers spelade Broxton elva matcher och var 0-1 med en ERA på 4,35. Sett över hela säsongen med Reds och Brewers var han 4-3 med en ERA på 2,30 på 62 matcher.
I slutet av juli 2015 byttes Broxton bort till St. Louis Cardinals. Han var då 1-2 med en ERA på 5,89.

#### St. Louis Cardinals
För Cardinals var Broxton 3-3 med en ERA på 2,66 på 26 matcher. Totalt under 2015 för Brewers och Cardinals var han 4-5 med en ERA på 4,62 på 66 matcher. Efter säsongen blev han free agent, men skrev på för Cardinals igen i form av ett tvåårskontrakt som rapporterades vara värt 7,5 miljoner dollar.
2016 var Broxton 4-2 med en ERA på 4,30 på 66 matcher. Året efter gick det klart sämre; han var två månader in på säsongen 0-1 med en ERA på hela 6,89 på 20 matcher. I det läget valde Cardinals att släppa honom och han blev free agent. Han spelade aldrig någon mer match som proffs.

### Internationellt
Broxton representerade USA vid World Baseball Classic 2009, där han var 1-0 med en ERA på 2,25 på fyra matcher.